# 龙骨酸藤子
龙骨酸藤子（学名：Embelia polypodioides）为紫金牛科酸藤子属下的一个种。

## 扩展阅读
- 維基物種上的相關：龙骨酸藤子